# 鈴木亭一
鈴木 亭一（すずき ていいち、1925年1月3日 - ）は、日本の経営者。日本特殊陶業社長を務めた。

## 来歴・人物
静岡県出身。1944年に名古屋経済専門学校（現名古屋大学経済学部）を卒業し、同年に日本特殊陶業に入社。1977年に取締役に就任し、1981年6月に常務、1983年6月に専務を経て、1985年6月に社長に就任。1993年6月に会長に就任し、1997年6月に相談役に就任。
1987年11月に藍綬褒章を受章し、1996年4月に勲三等瑞宝章を受章。